# Britanska Malaja
Britanska Malaja neobavezni je naziv za niz država na Malajskom poluotoku koje je Velika Britanija kolonizirala u 18. i 19. pa sve do 20. stoljeća. Prije osnivanja Malajske unije 1946. godine, kolonije nisu bile objedinjene u jednu administraciju. Umjesto toga,  sastojala se od Straits Settlementsa, Federacije malajskih država i Neujedinjenih malajskih sultanata. U to vrijeme Malaja je bila najveći svjetski proizvođač kositra a kasnije i prirodnog kaučuka.
Malajska unija raspuštena je i osnovana je Malajska Federacija 1948. godine. Nezavisnost je dobila 31. kolovoza 1957. Zatim, 16. rujna 1963. ova Federacija, zajedno sa Sabahom, Sarawakom i Singapurom, zasniva veću federaciju kratko nazvanu samo Malezija.